# Stazione di Montefiascone
La stazione di Montefiascone è una stazione ferroviaria posta sulla linea Viterbo-Orte. Serve il centro abitato di Montefiascone.

## Strutture e impianti
La stazione, posta alla progressiva chilometrica 26+674 fra le stazioni di Viterbo Porta Fiorentina e di Grotte Santo Stefano, conta un binario di precedenza oltre a quello di corsa.